# Gunnar Ekström (numismatiker)
Gunnar Ekström, född 29 december 1883 i Maria Magdalena församling, Stockholm, död 23 juni 1969, var en svensk numismatiker.

## Biografi
Efter studenten avlade Gunnar Ekström examen vid Schartaus handelsinstitut och praktiserade i Stockholm och Berlin. Han fick anställning hos maskinfirman AB Axel Christiernsson och var under åren 1910–1916 dess bolagsrepresentant i Åbo. 1927 startade han sitt eget företag Maskin AB Gunnar Ekström. 1945 sålde han verksamheten och drog sig tillbaka som pensionär i Bromma där han var bosatt sedan 1938. Gunnar Ekström avled den 23 juni 1969 och lämnade efter sig en av 1900-talets förnämsta privatägda myntsamlingar.

## Gunnar Ekströms myntsamling
Gunnar Ekströms intresse för mynt vaknade för honom först vid 36 års ålder, någon gång runt 1919-20. Myntet som fick Ekström att ge sig in numismatiken lär ha varit en tvåöring från Fredrik I. Ekström var lyckosam i affärerna och kunde ägna stora summor pengar åt sitt samlande. I hans efterlämnade anteckningar kan man följa hur hans samling växte, genom köp från mynthandlare och auktionister över hela världen. De visar på ett kontinuerligt samlande mellan ca 1921 till 1966 och en under hela perioden medveten strävan att samla objekt av god kvalitet. Två köp utmärker sig: Köpet av H. Vogels samling av ca 700 mynt år 1927 samt köpet ur V. Brands samling 1950, då 1751 mynt inlemmas i Ekströms samling. Dessa två förvärv kan ses som utgöra själva grundstommen i Ekströms samling.
Gunnar Ekström var också mycket intresserad av myntkunskapen som ämne och författade själv en artikel betitlad Myntmästaren Sebastian Schoras samt myntningen i Uppsala och Stockholm 1589, som publicerades i Nordisk Numismatisk Årsskrift 1952.

## Gunnar Ekströms Stiftelse för numismatisk forskning
Gunnar Ekströms Stiftelse för numismatisk forskning inrättades den 12 juni 1974 genom ett gåvobrev undertecknat av Gunnar Ekströms efterlevande maka, fru Wera Ekström, Stockholm. I samband med detta anförtroddes B. Ahlström mynthandel försäljningen av samlingen. Influtna medel skulle tillfalla stiftelsen. Styrelsen konstituerade sig den 20 juni samma år och arbetet med att avbilda och katalogisera materialet inför auktionerna som påbörjades strax därefter. Med facit i hand kan man konstatera att de över 3000 försålda mynten inbringade nära 16 miljoner kronor (vilket motsvarar 54 miljoner kronor omräknat i 2014 års nivå). Hela försäljningen spred sig på åtta Ekströmauktioner fördelade över tolv års tid och skedde genom B. Ahlström mynthandels försorg mellan åren 1975–87.
Stiftelsens huvudsakliga ändamål skulle vara att verka för upprättandet av en separat professur i numismatik och penninghistoria vid Stockholms universitet, att utdela stipendier för universitetsstuderande, samt att utdela bidrag till avgränsade forskningsprojekt. I undantagsfall skulle även bidrag kunna lämnas till förvärv av synnerligen märkliga föremål till Kungliga myntkabinettet.
Det dröjde fem år, till 1979, innan en donationsprofessur i numismatik och penninghistoria inrättades vid humanistisk-samhällsvetenskapliga forskningsrådet, HSFR. Stockholms universitet var inledningsvis avvaktande till donationen och professuren placerades till en början vid Kungliga myntkabinettet.
Genom ett regeringsbeslut flyttades Gunnar Ekströms professur från Kungliga myntkabinettet till Institutionen för arkeologi och antikens kultur vid Stockholms universitet den 1 juli 1988. Flytten innebar inte någon förändring av verksamhetens huvudsakliga inriktning men kom att bedrivas under namnet Numismatiska forskningsgruppen. Sedan 2005 är Numismatiska forskningsgruppen placerad tillsammans med övriga delar av den arkeologiska institutionen i Wallenberglaboratoriet.